# Adolf de Luxemburg
Adolf de Luxemburg, Adolph Wilhelm August Karl Friedrich de Nassau-Weilburg, (24 de juny de 1817 – 17 de novembre de 1905) fou el tercer i últim Duc de Nassau i el quart Gran Duc de Luxemburg.

## Família
Nascut a la localitat alemanya de Biebrich, un actual suburbi de la ciutat de Wiesbaden, capital de l'antic Ducat de Nassau. Fill del duc Guillem I de Nassau i de la princesa Lluïsa de Saxònia. Per via paterna, Adolf era net del duc Frederic Guillem I de Nassau i de l'aristòcrata danesa Luise Bggfn von Kirchberg i per via materna ho era del duc Frederic I de Saxònia-Hilburghausen i de la duquessa Carlota de Mecklenburg-Strelitz.
Adolf contragué matrimoni amb la gran duquessa Elisabet de Rússia, filla del gran duc Miquel de Rússia i de la princesa Carlota de Württemberg. Elisabet era neta per via paterna del tsar Pau I de Rússia. La parella contragué matrimoni a Sant Petersburg l'any 1844 i posteriorment s'instal·laren a Wiesbaden. La parella no tingué fills com a conseqüència de la prematura mort de la gran duquessa junt un any després del seu matrimoni.
Posteriorment, Adolf contragué matrimoni amb la princesa Adelaida d'Anhalt, membre de la família principesca dels Anhalt-Dessau, era filla del príncep Frederic August d'Anhalt i de la princesa Maria de Hessen-Kassel. La parella tingué cinc fills:
- SAR el gran duc Guillem IV de Luxemburg, nat a Wiesbaden el 1852 i mort al Castell de Berg el 1912. Es casà el 1893 amb la infanta Maria Antònia de Portugal.
- SAR el príncep Frederic Pau de Nassau, nat al Palau de Biebrich el 1854 i mort a la mateixa localitat el 1855.
- SAR la princesa Maria de Nassau, nada el 1854 al Palau de Biebrich i morta el 1857 a Palau de Biebrich.
- SAR el príncep Francesc Josep de Nassau, nat a Palau de Biebrich el 1859 i mort a Viena el 1875.
- SAR la princesa Hilda de Luxemburg, nada el 1864 al Palau de Biebrich i morta el 1952 a Baddenweiler. Es casà amb el gran duc Frederic II de Baden.

## Regnat
Esdevingué Duc de Nassau el 1839, després de la mort del seu pare el Príncep Guillem I de Nassau. Recolzà Àustria durant la Guerra Austro-prussiana de 1866. Després de la derrota austriaca, Nassau restà annexat a Prússia. El 1890, a la mort de Guillem III, es convertí en Monarca de Luxemburg en quedar exclosa la Princesa Guillermina per la vigència de la Llei Sàlica.
Al llarg del seu regnat com a duc de Nassau, el duc Adolf es mostrà aliat incondicional de l'emperador Francesc Josep I d'Àustria i de la causa austríaca a l'Alemanya del segle xix. Com a conseqüència d'aquest posicionament a la Guerra austroprussiana de l'any 1866, el territori del Ducat de Nassau fou ocupat per les tropes prussianes i el duc expulsat del seu país.
El Ducat de Nassau i el Langravinat de Hessen-Kassel quedaren units pels tractats de pau de 1866 a Prússia. D'aquesta manera, la mil·lenària casa de Nassau quedava exclosa del govern dels seus històrics territoris. La família d'Adolf s'exilià a Viena on foren acollits per l'emperador.
Arran de la mort sense descendència masculina del rei Guillem III dels Països Baixos es procedí a la divisió dels territoris dels Països Baixos i de Luxemburg. Mentre al primer no existia la Llei Sàlica al segon aquesta hi figurava com a legislació del gran ducat. a causa d'aquest fet, arran de l'ascens al tron de la reina Guillermina I dels Països Baixos els dos territoris quedaren dividits en dos estats sobirans diferents. A Luxemburg s'hi instaurà una nova dinastia encapçalada pel duc Adolf de Nassau.
Així, l'any 1890, Adolf, de 73 anys, esdevingué gran duc sobirà de Luxemburg, des d'aquell moment i fins avui, els Nassau han governat ininterrompudament el gran ducat de Luxemburg.